# Clamerey
Clamerey ist eine französische Gemeinde mit 181 Einwohnern (Stand: 1. Januar 2022) im Département Côte-d’Or in der Region Bourgogne-Franche-Comté. Die Gemeinde gehört zum Arrondissement Montbard und zum Kanton Semur-en-Auxois. 

## Geographie
Clamerey liegt an Nordostrand des Morvan zwischen dem Fluss Armançon und dem Canal de Bourgogne. Umgeben wird Clamerey von den Nachbargemeinden Braux im Norden, Sainte-Colombe-en-Auxois im Nordosten, Velogny im Nordosten und Osten, Saint-Thibault im Osten und Südosten, Normier im Südosten und Süden, Charny im Süden, Noidan im Süden und Südwesten, Fontangy im Südwesten, Nan-sous-Thil im Westen sowie Marcigny-sous-Thil im Nordwesten.

## Bevölkerungsentwicklung
| Jahr                       | 1962 | 1968 | 1975 | 1982 | 1990 | 1999 | 2006 | 2019 |
| Einwohner                  | 271  | 258  | 220  | 217  | 193  | 191  | 175  | 180  |
| Quellen: Cassini und INSEE |      |      |      |      |      |      |      |      |

## Sehenswürdigkeiten
- Kirche Saint-Cyr-Sainte-Julitte, Monument historique seit 1988
- Burgruine Lédavrée, seit 1928 Monument historique

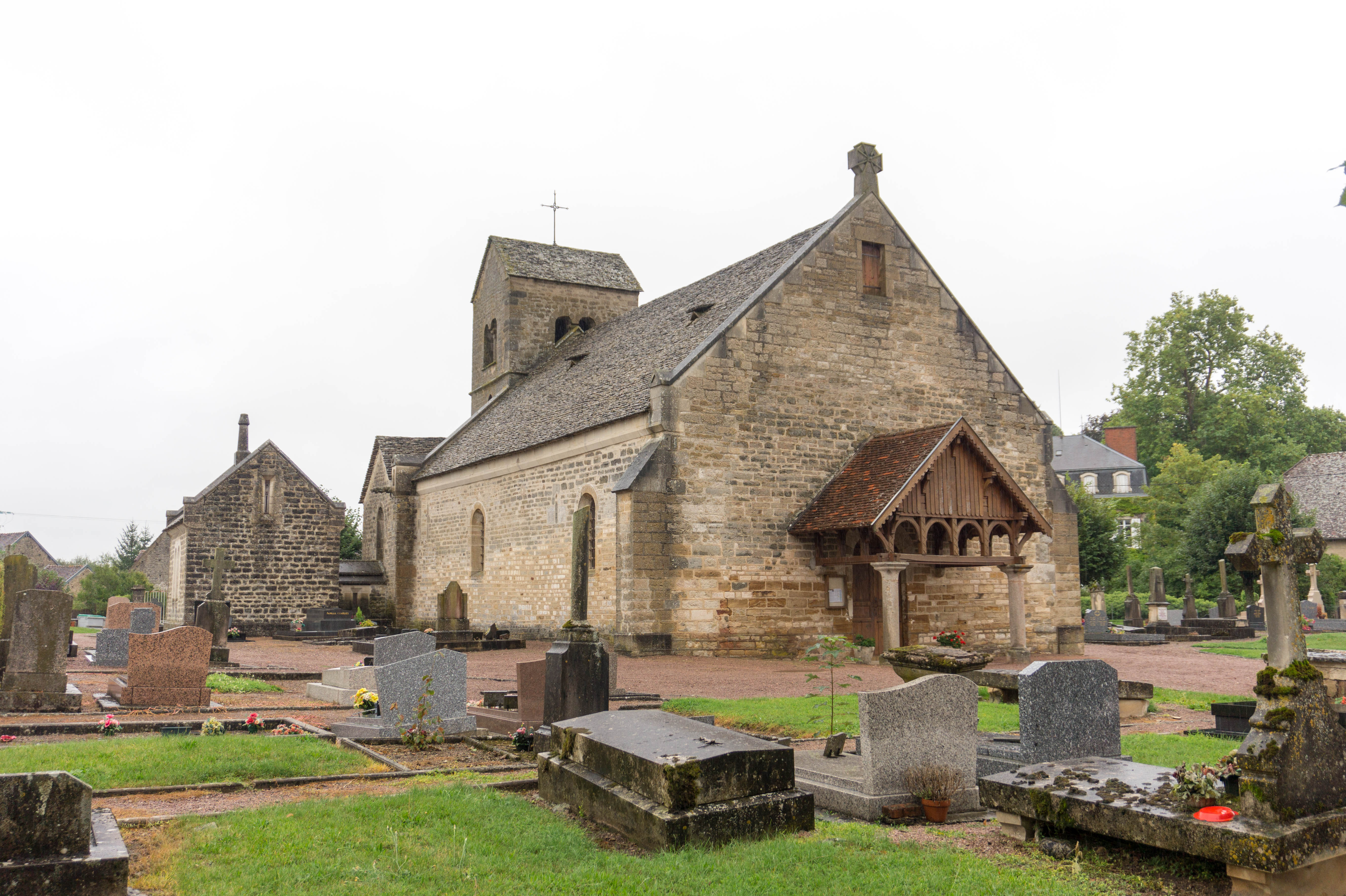
Kirche Saint-Cyr-Sainte-Julitte
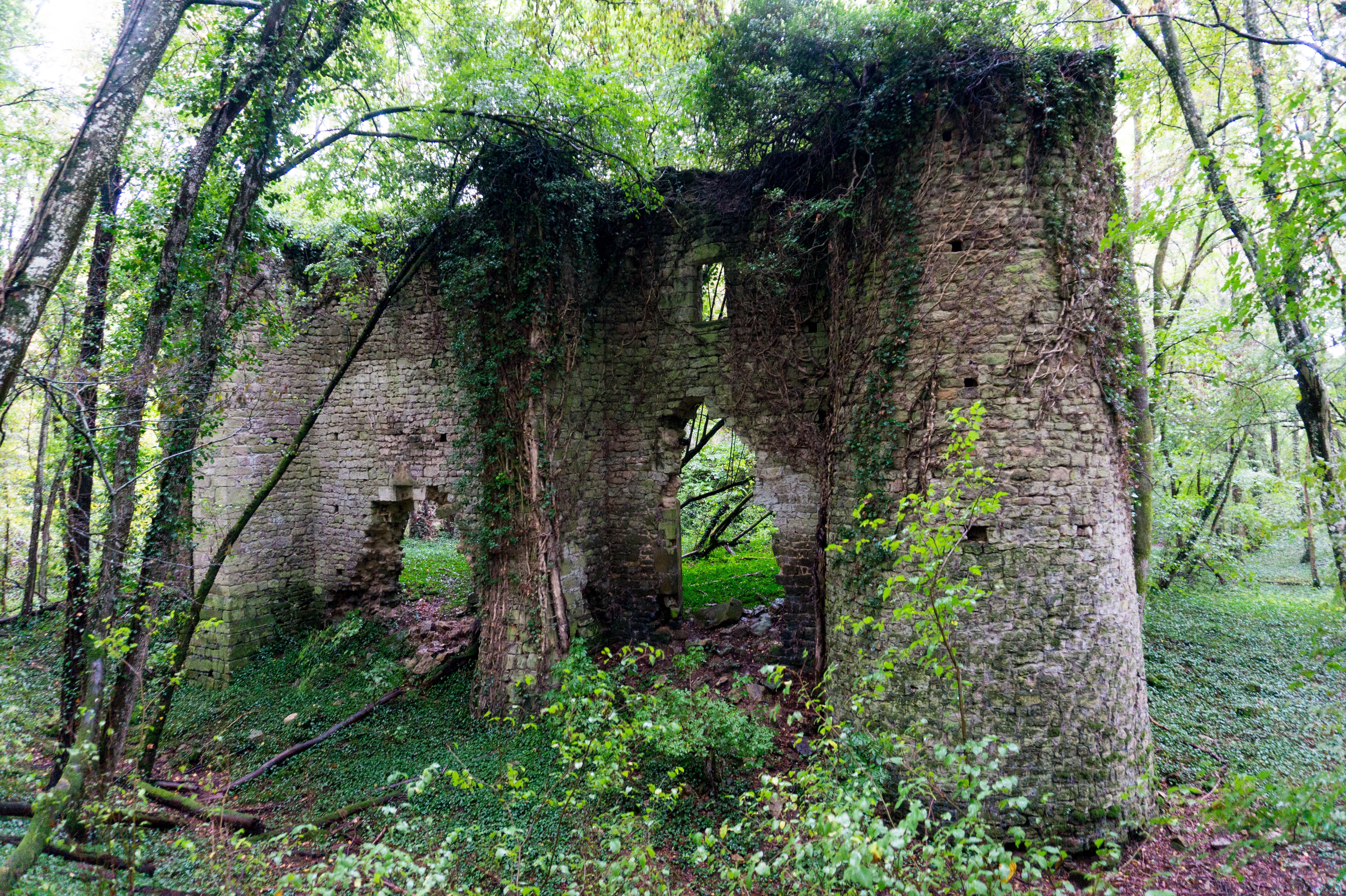
Burgruine Lédavrée